# 沖電線
沖電線株式会社（おきでんせん、英: Oki Electric Cable Co., Ltd.）は、電線・電子部品などを製造・販売する、沖電気工業グループの企業である。

## 主要事業所
- 本社・群馬工場 - 群馬県伊勢崎市境伊与久3344-1
- 岡谷工場 - 長野県岡谷市長地御所2-10-1

## 沿革
- 1936年（昭和11年）7月16日 - 沖電気株式会社（現・沖電気工業）の電線製造部門が独立し、沖電線株式会社設立。本社は東京都品川区。
- 1944年（昭和19年）1月 - 岡谷工場操業開始。
- 1946年（昭和21年）6月 - 中原工場（後の川崎工場）操業開始。
- 1957年（昭和32年）6月 - 本社工場閉鎖、本社を中原工場内に移転。
- 1963年（昭和38年）10月 - 東証2部に上場。
- 1971年（昭和46年）6月 - 岡谷工場移転。
- 1975年（昭和50年）11月 - 群馬工場操業開始。
- 1980年（昭和55年）8月 - 川崎工場閉鎖。
- 1990年（平成2年）9月 - 東証1部へ指定替え。
- 2017年（平成29年）12月 - その他の関係会社であった沖電気工業株式会社が株式公開買付けにより議決権所有割合86.76%の株式を取得し[2]、親会社となる。
- 2018年（平成30年）
  - 3月 - 東証1部上場廃止。
  - 4月 - 株式併合により、沖電気工業株式会社の完全子会社となる[3]。
- 2023年（令和5年）
  - 7月 - 本社を現在地に移転[4]。
  - 11月 - 子会社の沖電気ワイヤーハーネス株式会社を吸収合併[4]。

## 主な製品
- 電線
- 放電加工機用電極線
- 通信ケーブル
- 光ケーブル
- フレキシブルプリント基板
- ワイヤーハーネス

## 関係会社
- モガミ電線株式会社
- 日沖電線（昆山）有限公司
- OKI ELECTRIC CABLE AMERICA CORPORATION